# Gerzovo
Gerzovo (en serbe cyrillique : Герзово) est un village de Bosnie-Herzégovine. Il est situé dans la municipalité de Mrkonjić Grad et dans la république serbe de Bosnie. Selon les premiers résultats du recensement bosnien de 2013, il compte 282 habitants.

## Démographie

### Évolution historique de la population dans la localité
| 1948 | 1953 | 1961  | 1971  | 1981 | 1991 | 2013 |
| ---- | ---- | ----- | ----- | ---- | ---- | ---- |
| -    | -    | 1 399 | 1 104 | 914  | 679, | 282  |

|  |

### Communauté locale
En 1991, la communauté locale de Gerzovo comptait 868 habitants, répartis de la manière suivante :

## Personnalité
La cantatrice Snežana Savičić-Sekulić est née dans le village en 1975.